# San Bartolomé de Béjar
San Bartolomé de Béjar és un municipi de la província d'Àvila, a la comunitat autònoma de Castella i Lleó.

## Demografia
| 1991 | 1996 | 2001 | 2004 |
| ---- | ---- | ---- | ---- |
| 90   | 88   | 74   | 57   |